# Chamawiurt
Chamawiurt (ros. Хамавюрт) – wieś w Dagestanie, w Rejonie Chasawiurckim, położona na granicy z Czeczenią. W 2021 roku liczyła 3582 mieszkańców.

## Geografia
Wieś jest położona w zachodnim Dagestanie, przy granicy z Czeczenią, na zachód od miasta Chasawiurt, na prawym brzegu rzeki Aksaj. Od południa graniczy ona z wsią Cyjab-Coloda.